# 吉爾曼頓 (新罕布什爾州)
吉爾曼頓（英語：Gilmanton）是一個位於美國新罕布什爾州貝爾納普縣的鎮。

## 人口
根據2020年美國人口普查的數據，吉爾曼頓的面積為154.40平方千米，當中陸地面積為150.00平方千米，而水域面積為4.40平方千米。當地共有人口3945人，而人口密度為每平方千米26人。